# Szemészet

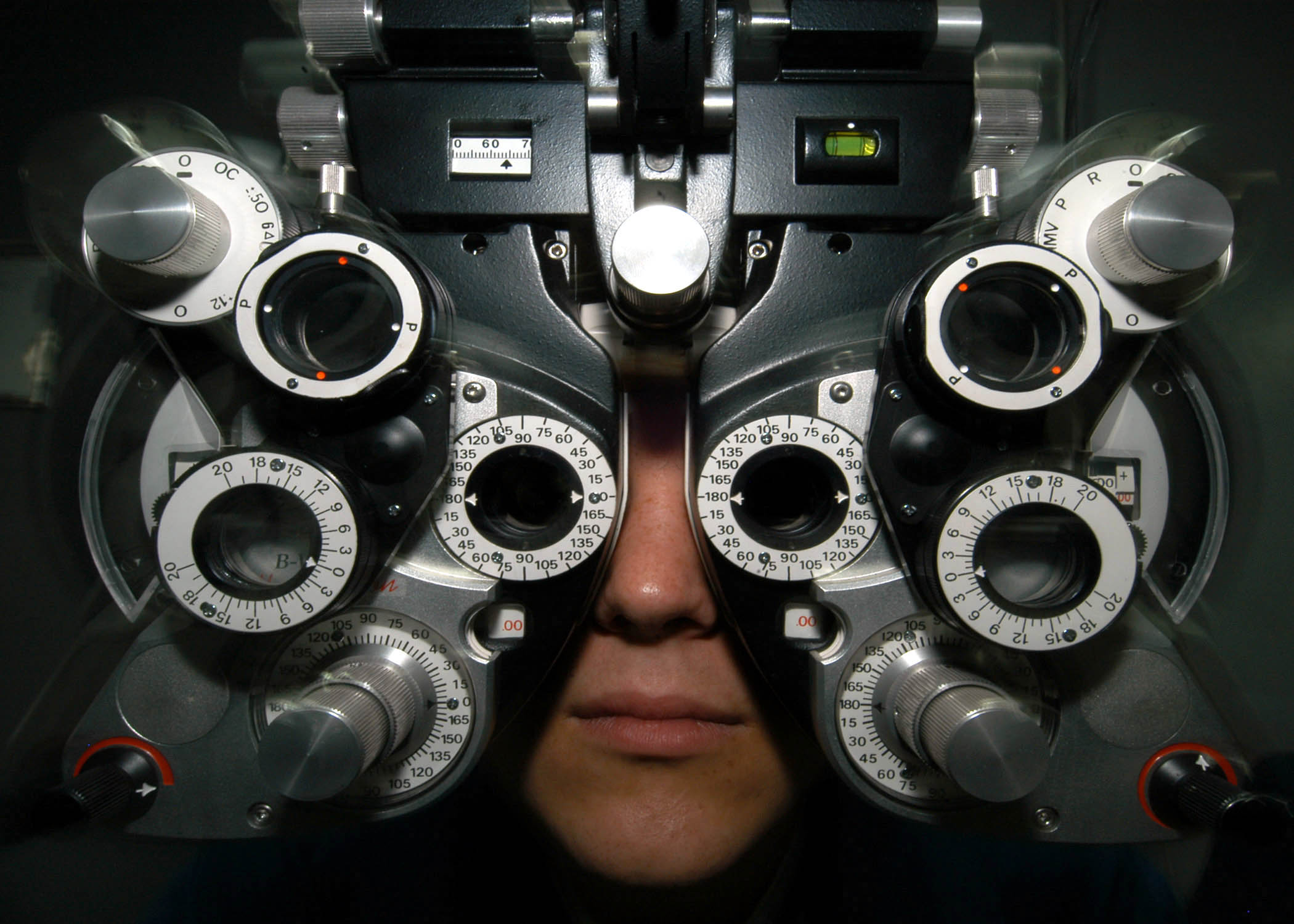
Szemészetben használt műszer, a foropter

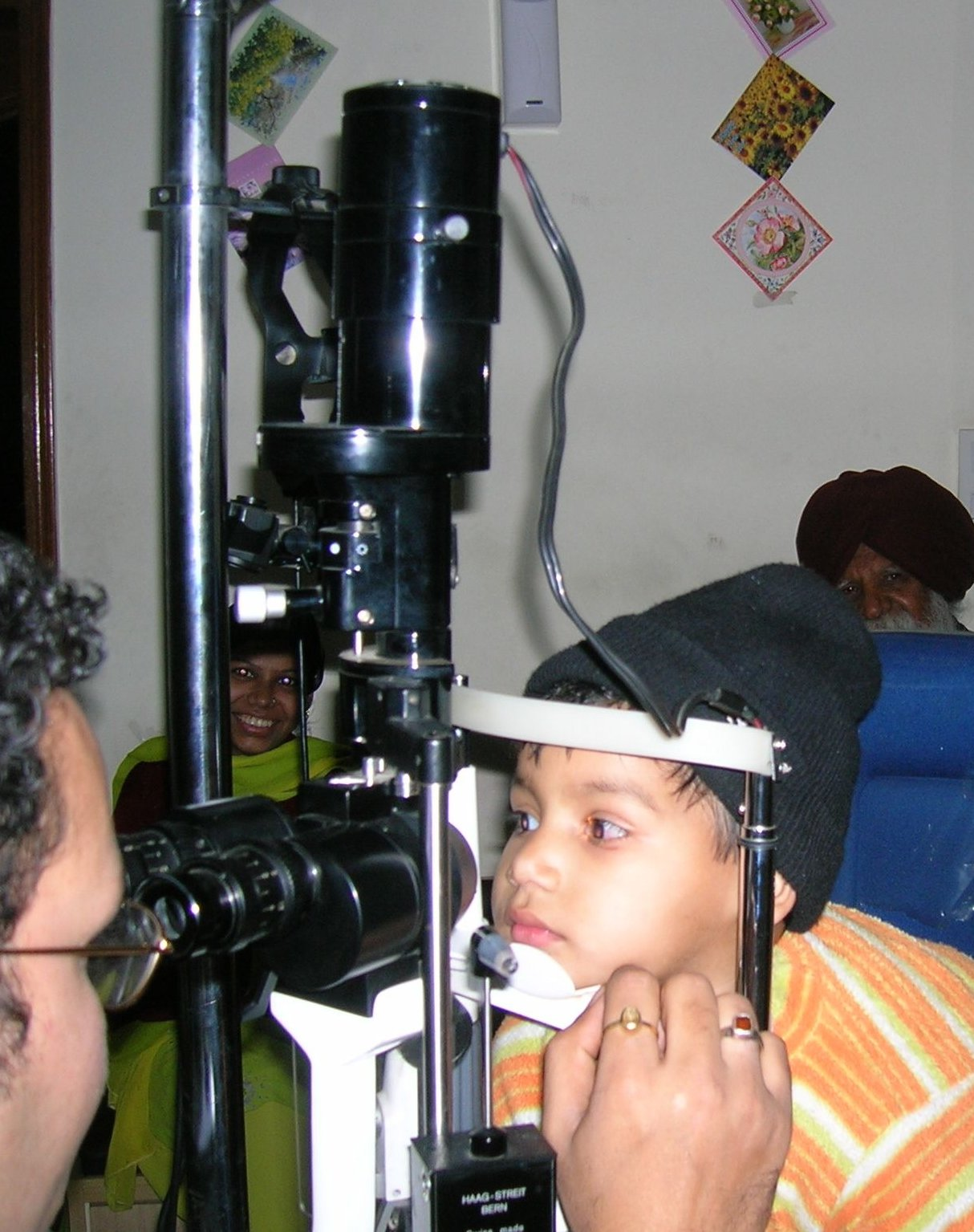
Szemvizsgálat réslámpával egy szemészeti klinikán

A szemészet (oftalmológia, az ógörög ώφθαλμός (óftalmósz) – 'szem' és a λογος (logosz) – 'tudás, tan' szavakból) az orvostudománynak az az ága, amely a látószervrendszeri rendellenességek, azaz a szem betegségeinek megelőzésével, diagnosztizálásával, rehabilitációjával, valamint orvosi és sebészeti kezelésével foglalkozik. Feladatai közé tartozik a fénytörési hibák (ametropia) és a kapcsolódó látási patológiák korrekciója. Ez az egyik legrégibb orvosi és sebészeti tudományág, amelyet a szemészorvos gyakorol, akit szemésznek is neveznek.

## Története
Már a Hammurapi Törvénykönyvében több mint 3600 évvel ezelőtt szabályozták a szemműtéteket: az orvosnak 10 sékel fizetséget kellett kapnia a sikeres műtétért, negatív eredmény esetén pedig levágták a kezét. Mind a szem anatómiájának első pontos vizsgálatai (különösen a kalcedoni Herophilustól,) mind az első szürkehályog-eltávolítási műveletek a hellenisztikus korszakból származnak. A középkorban a szemorvos feladatát az úgynevezett „hályogmetsző” vette át. Egy speciális késnek köszönhetően az átlátszatlan lencse („hályog”) benyomódott a szem belsejébe, az üvegtestkamrába. Ez a műtéti technika, amelyet „hályogdepressziónak” neveznek, gyakori szövődményekkel, különösen fertőző jellegűekkel járt. Johann Sebastian Bach szürkehályogműtét után halt meg. Georg Friedrich Händel túlélte első műtétjét, de egy életen át vak maradt.
A szemészet kezdetben a sebészet része volt, és csak a 18. században fejlődött önálló szakorvosi területté; a 19. században ismerték el annak. A szemészet első olaszországi oktatását Michele Trojára bízták Nápolyban 1779-ben; 1815-ben a Nápolyi Egyetemen felavatták az első szemészeti klinikai osztályt, Giovanni Battista Quadri professzor vezetésével. Az első európai klinikák a 19. század elején nyíltak meg Erfurtban és Budapesten. A szemészet első katedráját Georg Joseph Beer (1763–1821) foglalta el, aki 1818-ban Bécsben a szemészet professzora lett. Korábban, 1813-ban nyílt meg az első egyetemi klinika szembetegek számára.
A 18. századig a szem anatómiája és működési módja homályos volt. A szemgolyó anatómiájával kapcsolatos főbb tanulmányokat Girolamo Fabrici d'Acquapendente (1537–1619), Marcello Malpighi (1627–1694) és Giovanni Battista Morgagni (1632–1723), a legjelentősebbeket pedig a szem fiziológiájával. a látást Descartes (1596–1650) és Thomas Young (1773–1829) készítette. A mikroszkóp gyakori használatának és a látószerv működésével kapcsolatos új ismereteknek köszönhetően csak a 19. századtól fedezték fel a szem szerkezetének részleteit, amelyeket szisztematikusan terápiára lehetett használni. 1800-ban Karl Gustav Himly alkotta meg a szemészet kifejezést; ugyanebben az évben Thomas Young leírta az asztigmatizmust.
A diagnosztika területén a legjelentősebb előrelépést Hermann von Helmholtz (1821–1894) 1851-ben feltaláló oftalmoszkópja és Richard Förster (1825–1902) a kerület feltalálása jelentette. A szemműtétek döntő lépései a szemészet atyjaként számon tartott Albrecht von Graefe (1828–1870) szürkehályog-eltávolító kezelése, valamint az első szaruhártya-transzplantáció (keratoplasztika), amelyet 1906-ban Eduard Zirm (1863–1944) végzett.
William Horatio Bates (1860–1931) felfedezni vélt egy alternatív módszert a látási hibák kijavítására, ami az elme ellazításából áll. A módszer alátámasztására azonban nem fogalmazott meg tudományos tézist.
Az elmúlt évtizedekben egyre innovatívabb eljárásokkal egészült ki a diagnosztika és a terápia, amelyek javították a szembetegségek megértését és a kezelési lehetőségeket. Különösen a látószerv alapvető neuro-szenzoros elemét képviselő retina vizsgálata ért jelentős előrelépést (pl. optikai koherencia tomográfia). A gyulladásos, degeneratív és a szem felszínét károsító kórokozók által okozott betegségek citológiai módszerekkel és létfontosságú színezékek alkalmazásával vizsgálhatók A látóideg vizsgálatára és a látóideg rostjainak (GDX, HRT, OCT) számítógépes módszerei kerültek bevezetésre a glaukóma-diagnosztikában. A topográfiai eszközöknek és aberrométereknek köszönhetően lehetőség nyílik a szaruhártya görbületének és optikai jellemzőinek vizsgálatára. A fény által keresztezett struktúrák átlátszatlansága esetén (hályog, vérzés, traumás hegek) ultrahangos vizsgálatok végezhetők a szemgolyó belső szöveteinek értékelésére.

## Főbb szembetegségek

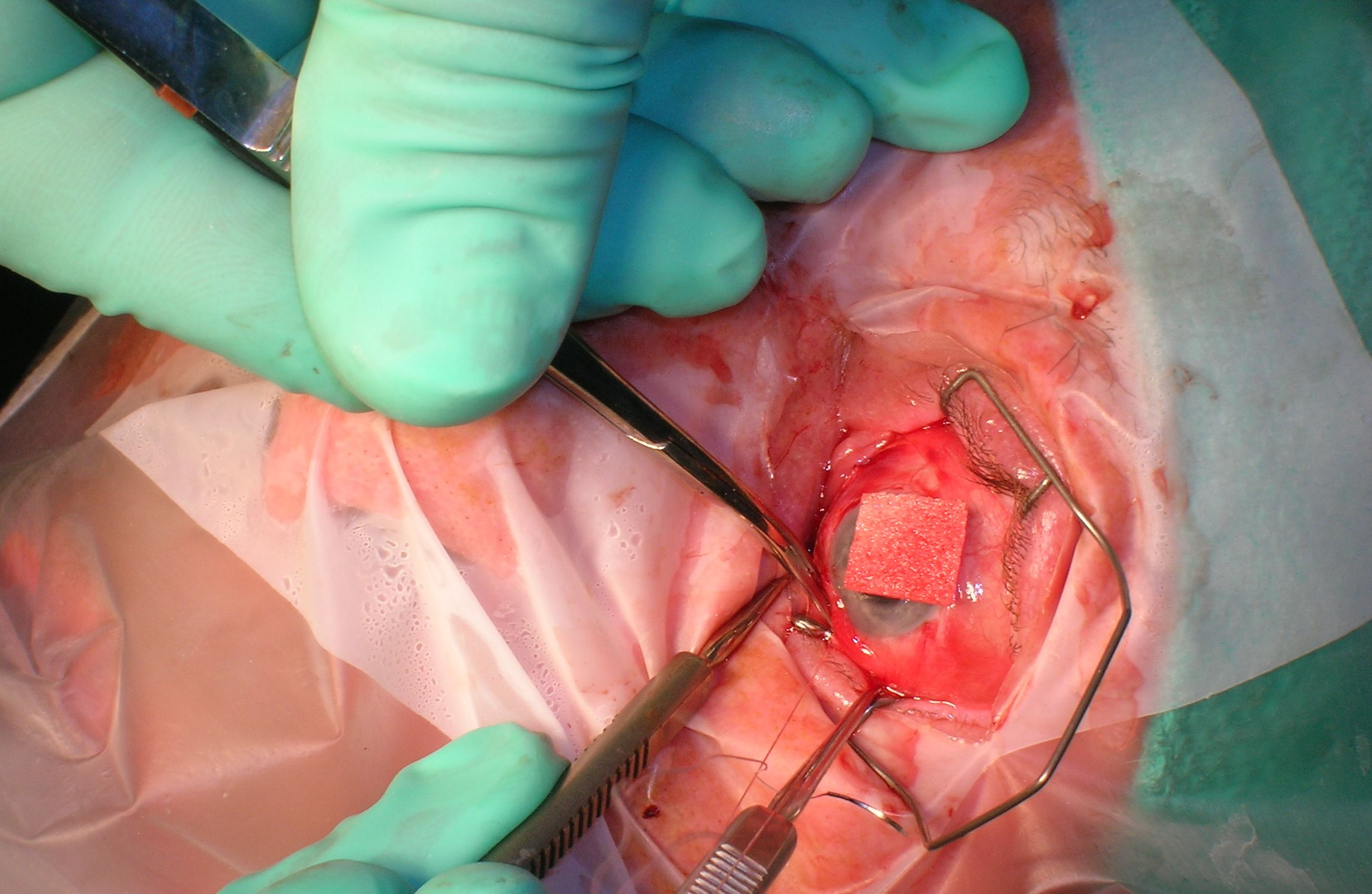
Az extraocularis izom (itt az Inferior rectus izom) műtéte kancsalságban szenvedő betegnél

A szemészet a következő betegségekkel foglalkozik:
- kategorizálás:
  - zöldhályog (glaukóma): többnyire magas belső szemnyomás mellett fordul elő (orvosi kezelés nélkül a vakság kockázata)
  - Horner-szindróma: tipikus hármas miózis, blepharoptosis és enophthalmos
- a retináról:
  - színvakság
  - hemeralopia
  - makula degeneráció
  - retina leválás
  - azoor (akut zonális okkult külső retinopátia/akut lokális okkult külső retinopátia)
  - retinitis pigmentosa
  - Aicardi-szindróma : az agy lebomlása, amelyben a retina is részt vesz.
  - scotoma : a látómező csökkenése (úgy, hogy egyes területeken a látás törlődik), amelyet a retinától a kérgi látóközpontok felé vezető optikai utak elváltozásai okoznak.
- az üvegtestből :
  - Üvegtesti homály: úszó foltok látványa
  - csillogó szinkizis
  - üvegtest felemelése]]: az üvegtest leválásaként ismert, gyakori tünete az úszó foltok látása.
- a szaruhártya :
  - szaruhártya dystrophia
  - szaruhártya-gyulladás vagy keratitis
  - keratoconus: a szaruhártya degenerációja, amelyet magas szabálytalan asztigmatizmus jellemez, ami megakadályozza a jó látást. Szélsőséges esetekben szaruhártya-átültetésre van szükség
  - xeroftalmia: ez a kifejezés magában foglalja a szemszárazságot okozó dyslacrimiák klinikai képét. Jellemző a Sjögren-szindróma xerostomiájával együtt.
- fénytörési hibák és a kapcsolódó patológiák:
  - a látásélesség és a fénytörési hibák mérése és korrekciója megfelelő lencsék felírásával szemüveg, kontaktlencse formájában vagy refrakciós műtéttel (például a szaruhártya görbületének korrekciója excimer lézerrel), vagy érintkező alkatrészek hegesztésével lencsék a szaruhártyán speciális eszközökkel
  - rövidlátás
  - túllátás vagy távollátás
  - asztigmatizmus
  - Tompalátás
  - anizometria vagy anizometrópia
- a kristálylencse :
  - lencse diszlokáció
  - szürkehályog: a lencse átlátszóságának elvesztése
  - aphakia : a lencse hiánya
  - távollátás
- szemmotilitás, gyermekszemészet és sztrabizmus:
  - Brown-szindróma
  - Kancsalság
  - Abducens paresis
- a szempillák és a kötőhártya :
  - kötőhártya-gyulladás
  - allergiás kötőhártya-gyulladás
  - gigantopapilláris kötőhártya-gyulladás
  - bakteriális eredetű kötőhártya-gyulladás
  - vírusos eredetű kötőhártya-gyulladás
- szisztémás betegségek, amelyek hatással lehetnek a szemre:
  - temporális arteritisz (más néven Morbus Horton vagy makrocelluláris arteritis). Ez egy vasculitis, amely vaksághoz vezethet.
  - Cukorbetegség: a szem szinte minden szövetét károsíthatja, de a diabéteszes retinopátia gyakoribb.
  - Basedow-kór (autoimmun hyperthyreosis), amely kétoldali exophthalmust okoz Darlympe-jelekkel (a felső szemhéj visszahúzódása) és Graefe- jelekkel (a szemhéj késése a szemgolyó követésében lefelé nézve).
  - Sjögren-szindróma vagy sicca-szindróma, amelyben olyan autoimmun kapcsolat áll fenn, amely xerophthalmiát és xerostomiát okoz; összefüggésbe hozható más kötőszöveti betegségekkel, például lupusszal.
- a könnycsatornákból:
  - száraz szem
  - könnyes szem

## Szervezetei
A szemészek a világ minden országában egyesületekbe szerveződnek. Néhány példa erre az Olasz Szemészeti Társaság (SOI), az Olasz Szemészek Szövetsége (AIMO), az Olasz Kancsalság Szövetség (AIS), az Olasz Szemészek Szakszervezeti Szövetsége (ASMOOI), az Amerikai Szemészeti Akadémia (AAO) és az Amerikai Szemészek Szövetsége. Gyermekszemészeti és Strabismus (kancsalság) Egyesület (AAPOS).

## Fordítás
- Ez a szócikk részben vagy egészben  az   Oftalmologia című olasz Wikipédia-szócikk ezen változatának fordításán alapul.  Az eredeti cikk szerkesztőit annak laptörténete sorolja fel. Ez a jelzés csupán a megfogalmazás eredetét és a szerzői jogokat jelzi, nem szolgál a cikkben szereplő információk forrásmegjelöléseként.